# Affaire de la poudre Baumol
L'affaire de la poudre Baumol est un scandale sanitaire qui s'est produit en France en 1952. Ce talc pour bébés, contaminé par un dérivé d'arsenic, cause environ 500 victimes, dont une centaine de décès, principalement dans le Sud-Ouest et en Bretagne.

## Histoire
Jusque dans les années 1970, le talc est très couramment employé pour prévenir les irritations de la peau des bébés, appliqué tout particulièrement lors du changement des couches pour réduire l'humidité de l'urine qu'elles peuvent emprisonner au niveau des fesses et parties génitales. 
La poudre Baumol est créée par les laboratoires Francam et commercialisée depuis 1914. En 1947 sont fondés les laboratoires Daney, basés à Bordeaux, qui en 1951 rachètent la licence d'exploitation du talc Baumol bébé,. Les premières alertes sanitaires ont lieu au printemps 1952 et la vente est interdite fin octobre de la même année.
Ce talc pour bébé Baumol, contaminé, cause environ 500 victimes. Une centaine de personnes décèdent, dont 82 en Bretagne. Le fournisseur, le laboratoire Daney dirigé par Jacques Cazenave, avait accidentellement remplacé l'oxyde de zinc par de l'anhydride arsénieux. En outre, le laboratoire avait fait preuve de négligence dans les contrôles, tant pour les matières premières que pour les produits sortants. À l'époque du procès, l'affaire est éclipsée à cause de la rupture du barrage de Malpasset à Fréjus.
Après sept ans d'instruction, le procès commence à Bordeaux en 1959. Déclaré coupable d'homicides et blessures involontaires ainsi que d'infractions aux lois sur la pharmacie, Cazenave est condamné, le 4 décembre 1959, à 18 mois de prison avec sursis et 200 000 francs d'amende. Cette affaire, avec d'autres — Stalinon, talc Morhange, thalidomide — a contribué à la notion de pharmacovigilance.